# Falcataria moluccana

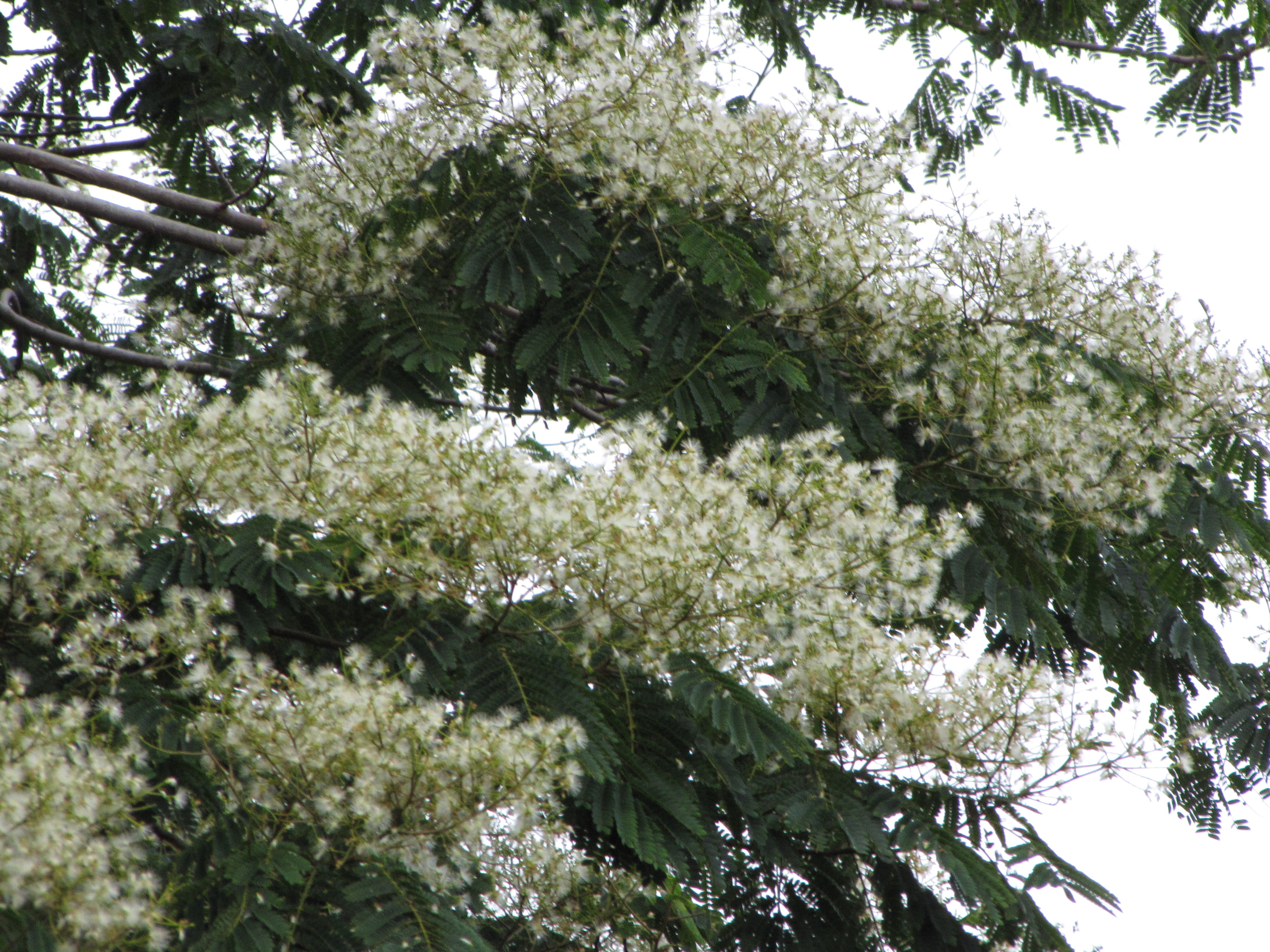
Kvetoucí strom

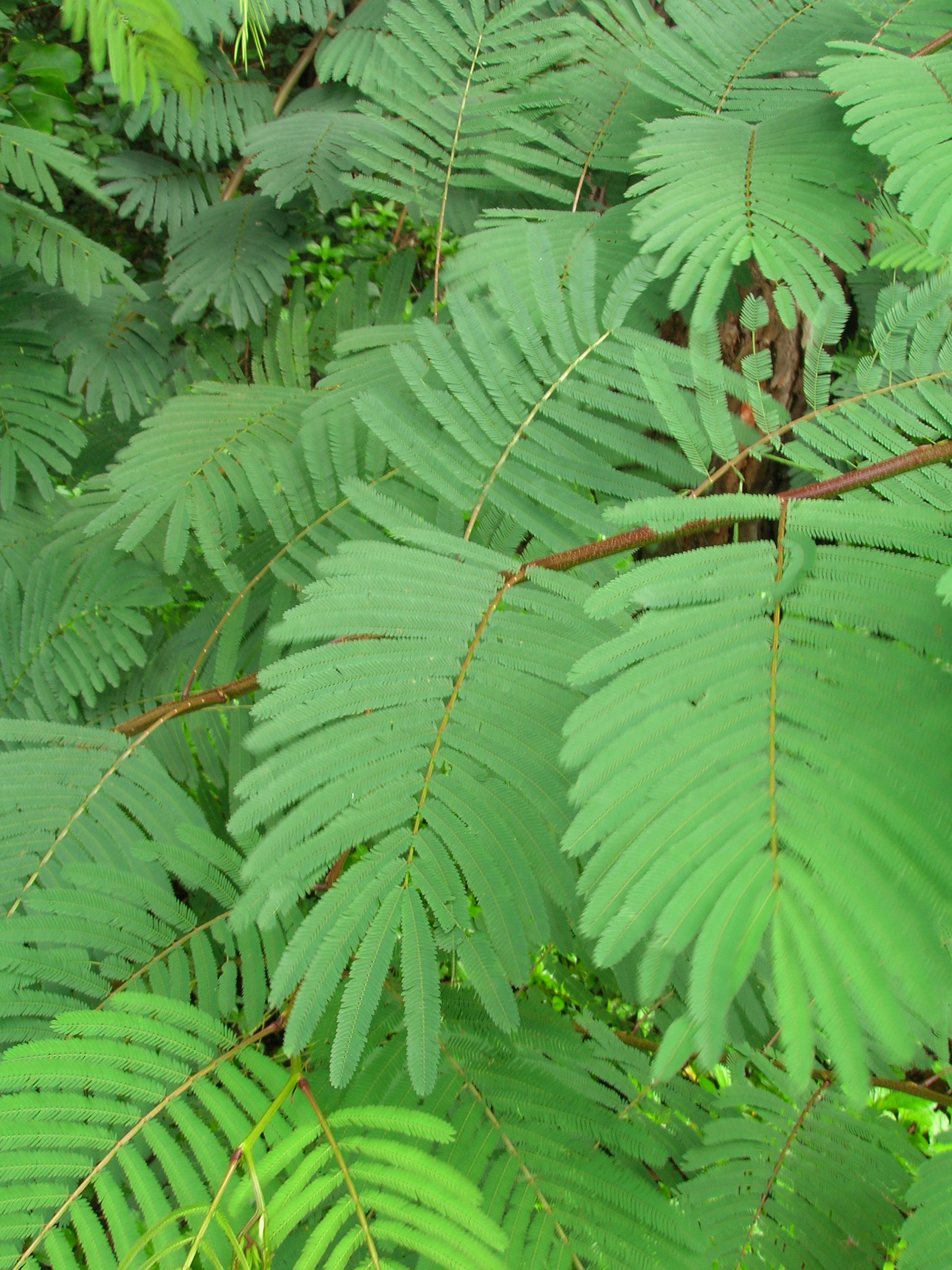
Listy

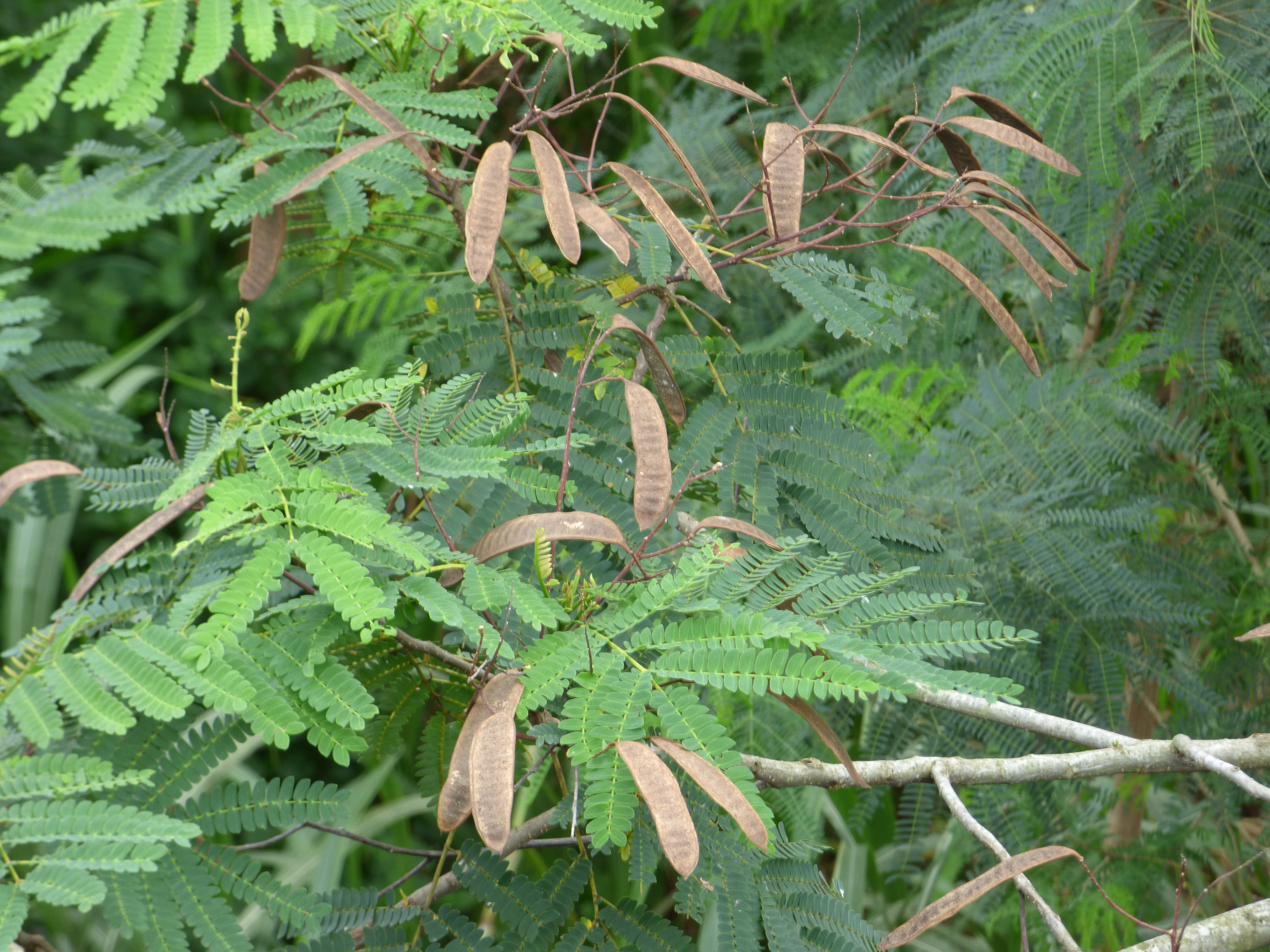
Zrající plody

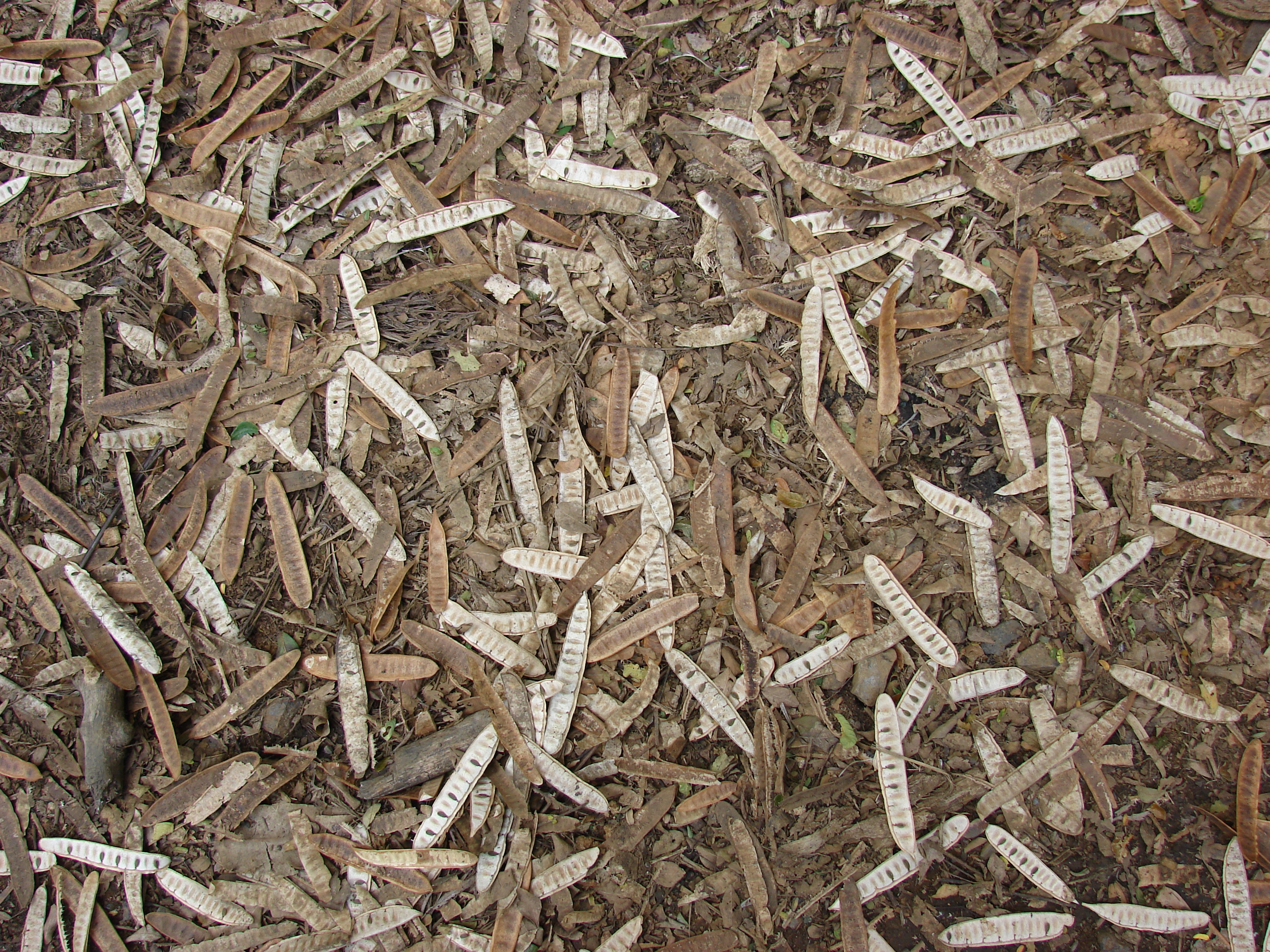
Opadané lusky

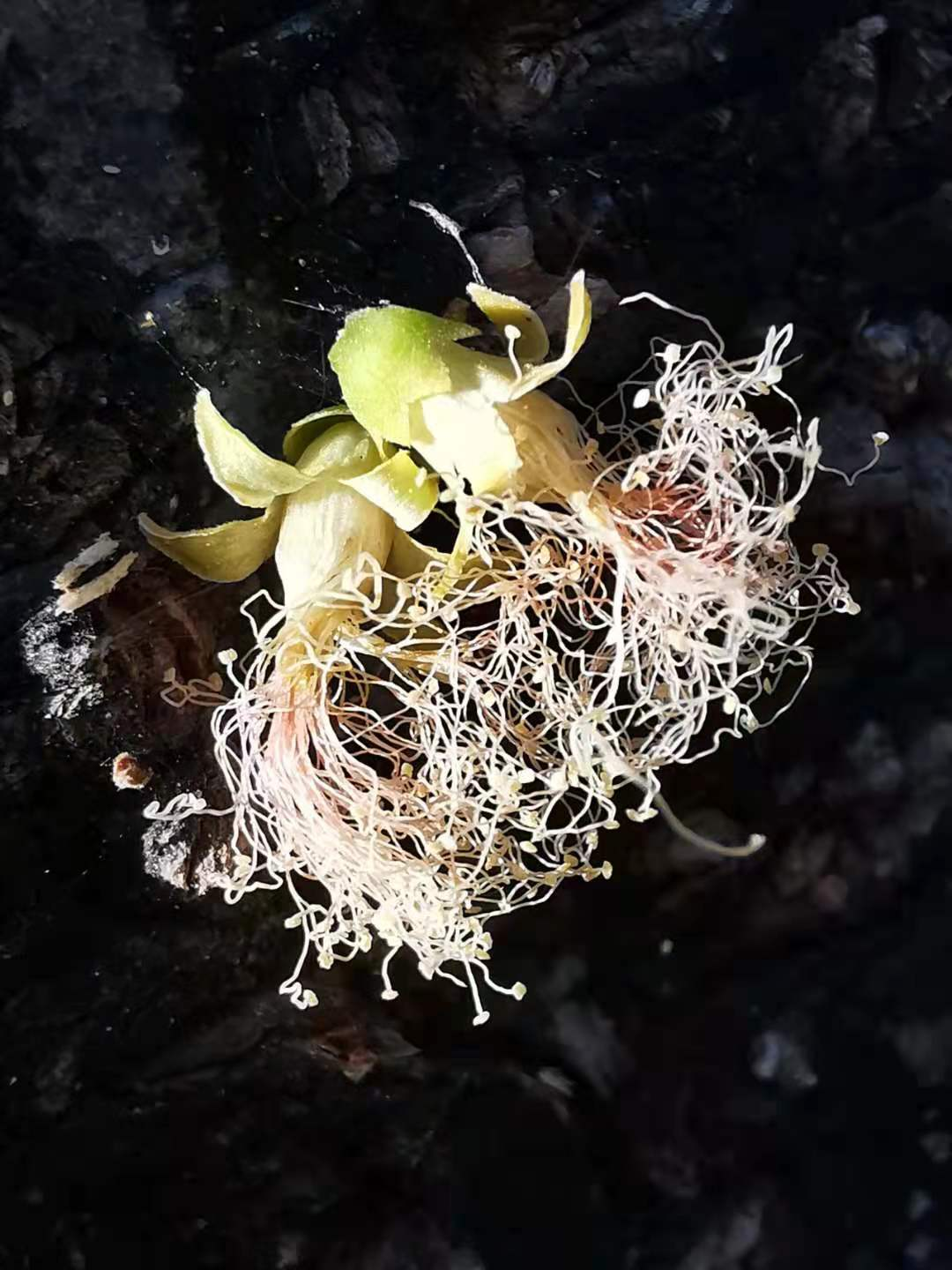

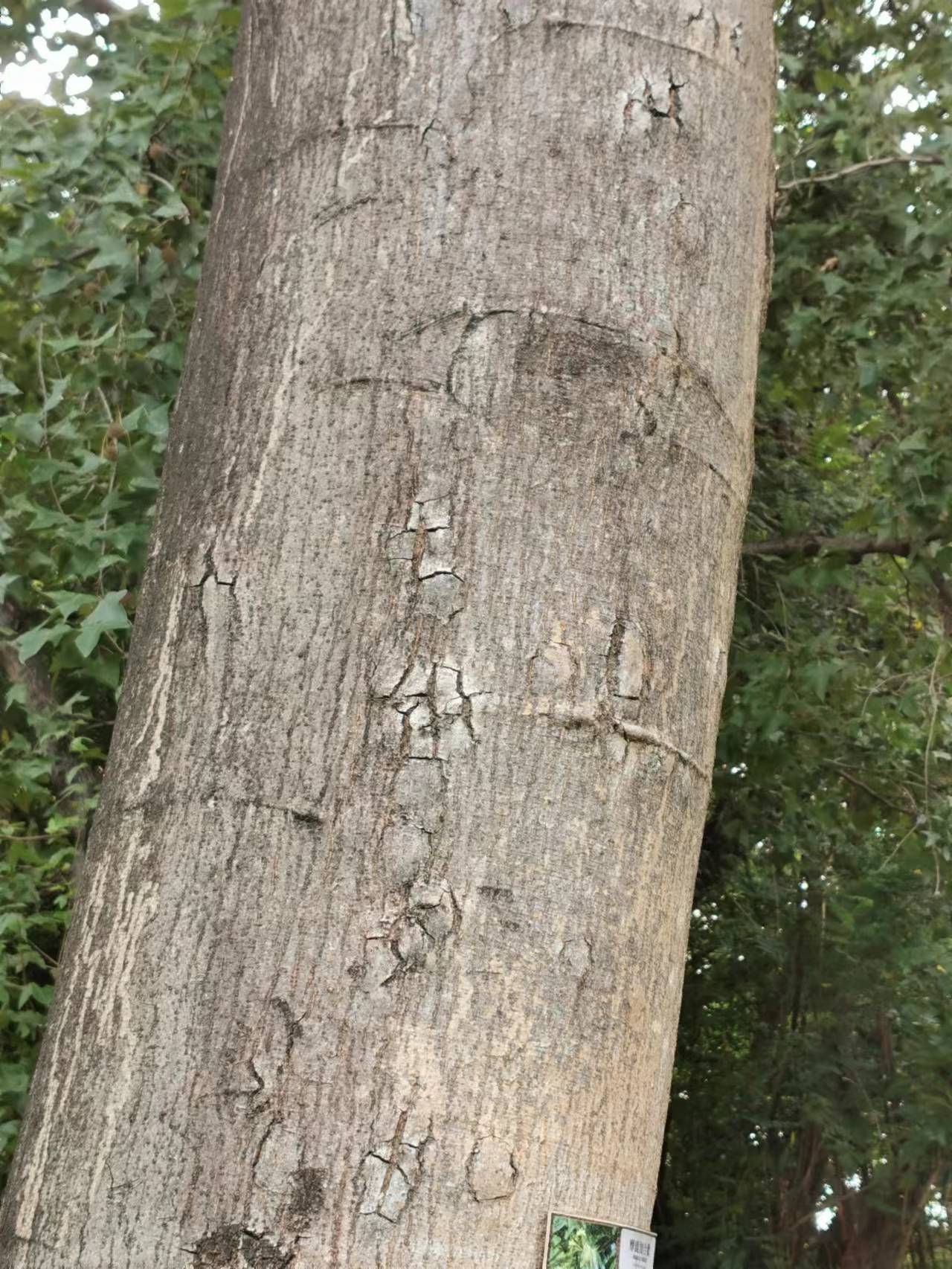

Falcataria moluccana je mohutný listnatý strom vlhkých tropů, příslušející do čeledi bobovitých, kde je součásti rodu Falcataria, který je většinou považován za monotypický. Vědecké jméno je odvozeno od slova "falcat" (znamenající "srpovitě zakřivený"), odkazující na jeho lístky zpeřených listů.

## Taxonomie
V průběhu let prošel tento zajímavý druh několika změnami ve své nomenklatuře, naposled byl řazen do rodu paralbízie (Paraserianthes), předtím byl součásti rodu albízie (Albizia). Komplexní uspořádaní ještě není ujednoceno, podle přísluší do rodu Falcataria ještě druhy F. pullenii a F. toona. Naopak podle je Falcataria moluccana jediným druhem monotypického rodu Falcataria. Výše uvedené dva druhy bývají klasifikované jako poddruhy druhu Falcataria moluccana, jindy naopak bývají považovány za součásti rodu Paraserianthes jako P. pullenii a P. toona.

## Rozšíření
Dřevina je původní druh na východě Indonésie (na souostroví Moluky, odtud pochází druhové jméno moluccana), na ostrově Nové Guineji a přilehlém Bismarckově souostroví a některých ostrovech v Pacifiku (např. na Šalomounových ostrovech).
Druhotně se rozšířila do okolních jihoasijských oblastí, na většinu ostrovů Indonésie i Filipín, do pevninské i ostrovní Malajsie, do Singapuru, Číny, Indie, na Srí Lanku i další jihoasijské i pacifické ostrovy. Byla vysázena i v tropické Africe, Angole, Keni, Nigérii, Ugandě, Zimbabwe i na Madagaskaru.

## Ekologie
Falcataria moluccana je pionýrská dřevina vyskytující se v primárním nebo sekundárním deštném pralese a ve světlých horských lesích, na travnatých planinách i podél mořského pobřeží. Je přizpůsobená vlhkému monzunovému počasí, kde období sucha nepřesahuje dva měsíce a roční srážky kolísají v rozmezí 2000 až 4000 mm. Roste v nadmořské výšce od hladiny moře po 1200 m n. m. a při průměrné roční teplotě pohybující se mezi 22 až 29 °C. Potřebuje hlubokou, hlinitou, dobře odvodněnou a úrodnou půdu, která může být slabě alkalická až kyselá s pH 5 až 8, hodně důležitý je dostatek slunečního svitu. Přežije na místech se špatnou kvalitou půdy, neporoste však v dlouhodobě zaplavovaných, špatně odvodněných půdách. Strom koření poměrně mělce a proto není odolný proti silnému větru, citelně jej poškodí i nevelký požár. Ploidie druhu je 2n = 26.
Pokud roste na volném prostranství je bezvětvý kmen krátký, neboť do široka rozložená koruna začíná poměrně nízko, někdy bývá kmen i vícečetný. Jestliže roste ve stěsnaných podmínkách, v hustém sponu na plantážích, bývá kmen jednoduchý a úzká koruna začíná vysoko.
Stromy pravidelně dávají množství semen již od třech až čtyř let věku, kvetou a tvoří plody průběžně celoročně, semena dozrají asi za dva měsíce po opylení. Za ideálních klimatických a půdních podmínek vykvétají i dvakrát ročně, např. na Malajském poloostrově a v Sabahu na ostrově Borneo. Pro rychlý růst potřebují přes 20 cm vysokou vrstvu úrodné půdy obsahující nejméně 5 % organické hmoty. Opadané listy ze stromů se rychle rozkládají a tím zvyšují množství humusu v půdě. Dostatek důležitého prvku pro růst, dusíku, si stromy zajišťují svépomocně, symbiózou s půdními bakteriemi jímajícími vzdušný dusík. Rychlý růst stromů je také podmíněn mutualistickým vztahem s mykorhizními houbami, kdy je jemné vlášení kořenů stromů propojeno s myceliem hub.
Tento druh je považován za jeden z nejrychleji rostoucích stromů, ne-li dokonce za nejrychlejší, za dobrých podmínek průměrně poroste až 2,5 cm za den. V kvalitní půdě vyroste semenáč po výsadbě v prvém roce až do výšky 7 m. Průměrné výšky 25 m a tloušťky kmene 17 cm dosáhne za 6 let, výšky 32 m a průměru kmene 40 cm za 9 let, výšky 38 m a tloušťky 54 cm za 12 let a výšky 40 m a tloušťky 63 cm po 15 létech. Stromy vysazované na plantážích se obvykle, podle způsobu použití, kácejí ve věku 8 až 15 roků. V přírodě jsou dřevinou jen krátce životnou, málokde jsou k vidění exempláře starší padesáti let.

## Popis
Falcataria moluccana je listnatý, neopadavý, mohutný strom dorůstající do výšky 45 až 50 m, s největším průměrem kmene blížícím se k 0,8 metru a korunou širokou až 20 m. Kmen, který nebývá příliš rovný stejně jako jeho větve, má světle šedou kůru s početnými bledými lenticelami. Kořeny nevedou do hloubky, jsou rozprostřené povrchově v kypré půdě a tudíž vysoký strom nemá pevné ukotvení, na nechráněném místě je náchylný na nárazový vítr. Řapíkaté listy, s brzy opadavými palisty, jsou dvakrát zpeřené. Primární vřeteno (osa) listu bývá dlouhá 25 až 30 cm a mívá šest až dvacet párů sekundárních vřeten. Na sekundárním vřetenu vyrůstají v šesti až šestadvaceti párech přisedlé lístky dlouhé průměrně 8 a široké 4 mm, které jsou šikmo podlouhlé a mírně srpovitě zahnuté, na bázi tupě zaoblené či klínovité, na vrcholu špičaté, svrchu lysé a vespod řídce a krátce chlupaté. Na počátku vřeten jsou extraflorální nektaria.
Květy jsou krémově bílé až zelenavě žluté, přisedlé, oboupohlavné, pětičetné a rostou v malokvětém, koncovém klasu vyrůstajícím někdy jednotlivě, jindy dva až tři klasy vytvářejí řídkou latu. Kalich je široce zvonkovitý nebo polokulovitý, srostloplátečný a má drobné zuby asi 2,5 mm dlouhé. Koruna je hedvábitě chlupatá, má pět bílých či nazelenalých, podlouhle vejčitých lístků velkých asi 3,5 mm, které jsou asi ze čtvrtiny srostlé v trubku. V květu je větší počet bílých tyčinek dlouhých až 1,5 cm, s prašníky čnícími z koruny. Z jednoho plodolistu vzniklý semeník je lysý, asi 2 mm dlouhý a okolo něj je do prstence zformované pravé nektarium. Květy jsou opylovány hmyzem.
Plod je rovný, plochý, nečlánkovaný, tenkostěnný, pukavý lusk dlouhý 10 až 13 cm a 1,5 až 2,5 cm široký. Obsahuje deset až patnáct vmáčklých elipsoidních semen velkých 7 × 3 mm s olivově hnědým osemením, jedno semeno váží průměrně 23 mg. Většinou ještě na stromě se zralý, nahnědlý lusk otvírá oběma švy a vypouští semena, podél spodního švu má až 3 mm široké blanité křídlo a někdy bývá ještě zavřený lusk se stromu odnesen větrem. Lusky i semena jsou jedlé.

## Rozmnožování
Stromy se rozmnožují semeny, která strom ve velkém množství rozptyluje po okolí z pukajících lusků. Protože je problém sbírat rozptýlená semena, odřezávají se větve s nedozralými lusky, které se nechají dozrát a puknout na holé půdě v místě chráněném před deštěm a větrem. Semena, do 1 kg se jich vejde asi 42 000, mají silný exokarp a neztrácejí životnost ani po dvou létech. Mají různou dobu dormance, pět až třicet dnů a pro její sjednocení se semena krátce spaří horkou vodou. Pak se na den dají nabobtnat do teplé vody a následně se vysejí na záhon do hloubky 1,5 cm a zasypou pískem. Za přibližně deset týdnů dosáhnou semenáče výšky 20 cm a mohou se vysadit na trvalé stanoviště.
Stromy se pěstují na plantážích, kde se nejlépe využije jejich rychlého růstu. Stromy sázené pro dřevo, potřebují se delší kmeny, se vysazují ve sponu 3 × 3 m a po osmi létech se prořezávají na vzdálenost 6 × 6 m a plošně se vykácejí ve věku dvanácti až patnácti let. Stromy určené pro výrobu buničiny se sázejí 4 × 4 m a kácejí v osmi létech. Rychlý růst je podmíněn propojením kořenů stromů s podhoubím určitých endomykorhizních hub a proto bývá prováděna inokulace půdy houbami rodu Rhizobium v kombinaci s rody Gigaspora a Glomus.
Sazenice jsou na místech se špatným odvodněním napadány kořenovou hnilobou způsobovanou houbou Sclerotium a po listech se šíří houby Phyllachora a Pestalotia. Bez ohledů na stanoviště bývají kmeny z měkkého dřeva často napadány larvami brouků tesaříků rodů Callimetopus nebo Xystrocera a drvopleně Zeuzera, listy pak jsou spásány housenkami motýlů Eurema.
Falcataria moluccana byla mezi léty 1910 až 1960 hojně vysazována v jihovýchodní Asii i na ostrovech v Pacifiku, jak pro dřevo, tak pro zabránění eroze půdy po vykácených dřevinách, dokonce byla její semena na špatně dostupných plochách vysévaná letecky. Druh na nových místech nečekaně rychle naturalizoval a rozšířil se po krajině, kde se stal invazním druhem. Přirozeně se etabloval na pastvinách, opuštěných polích a lesních mýtinách, na místech dostatečně osvětlených; nevniká však do zapojených lesních porostů. Následně byl na Havaji a ve Francouzské Polynésii prohlášen invazní rostlinou ohrožující biologickou rozmanitost původních druhů. Velmi je rozšířen i na Americké Samoi, kde jsou nyní likvidovány vyřezáním prstence kůry z kmene (strom uhyne do šesti měsíců) nebo injektáži selektivního herbicidu aminopyralidu do kmene (uhyne za měsíc).

## Využití
Dřevo je světle hnědé s mírně narůžovělým nebo nažloutlým nádechem. Je lehké, velmi měkké, při sesychání se málo smršťuje, jeho hustota je 280 kg/m³. Není pevné ani trvanlivé, neodolává vlhkosti a je náchylné k napadení termity a dřevokazným hmyzem.
Je hojně vláknité a vhodné pro výrobu buničiny nutné k tvorbě papíru, vzhledem k jeho světlé barvě je zapotřebí jen minimálního bělení k produkci kvalitního bílého papíru. Používá se také pro výrobu viskózových vláken. Dřevo s malou výhřevnosti bývá používáno jako palivo pro domácnost nebo se z něho vyrábí dřevěné uhlí. Drobné větvičky a listy jsou krmivem drůbeže, koz a ovcí. Lze jej lehce řezat i dále opracovávat a vyrábějí se z něj drobné domácí předměty, bedny, hračky, zápalky, palety, někdy i nábytek a lehké přepravní skříně. Je zdrojem suroviny pro výrobu překližky, dřevotřísky a laťovky. Z kmenů si původní obyvatelé dlabali kánoe.
Přirozené opadávání starých listů a drobných větví přispívá ke zkvalitnění horní vrstvy půdy, kde po rychlém rozkladu opadu dochází ke zvýšení množství organických látek. Strom svými kořeny se symbiotickými bakteriemi jímá vzdušný dusík a o jeho nespotřebovanou část obohacuje půdu. Přeměna molekulárního dusíku na amonné ionty je uskutečnitelná jen v anaerobním prostředí, které v kořenových uzlinách zajišťuje protein leghemoglobin vázající kyslík.
Strom je také vysazován jako stínicí rostlina pro kávovníky, kakaovníky, čajovníky a jiné, v mládí přímé slunce nesnášející rostliny. Jako průkopnický strom je využíván pro opětovné zalesňování a obnovu denudované a erodující půdy, kterou obohacuje o dusíkaté živiny a současně ji svými nehluboko sahajícími kořeny provzdušňuje. Bývá hojně vysázen v zahradách, parcích a okolo cest, přestože jeho křehké větve a plytce zapuštěné kořeny mohou být problémem ve větrných oblastech.